# Maxentius

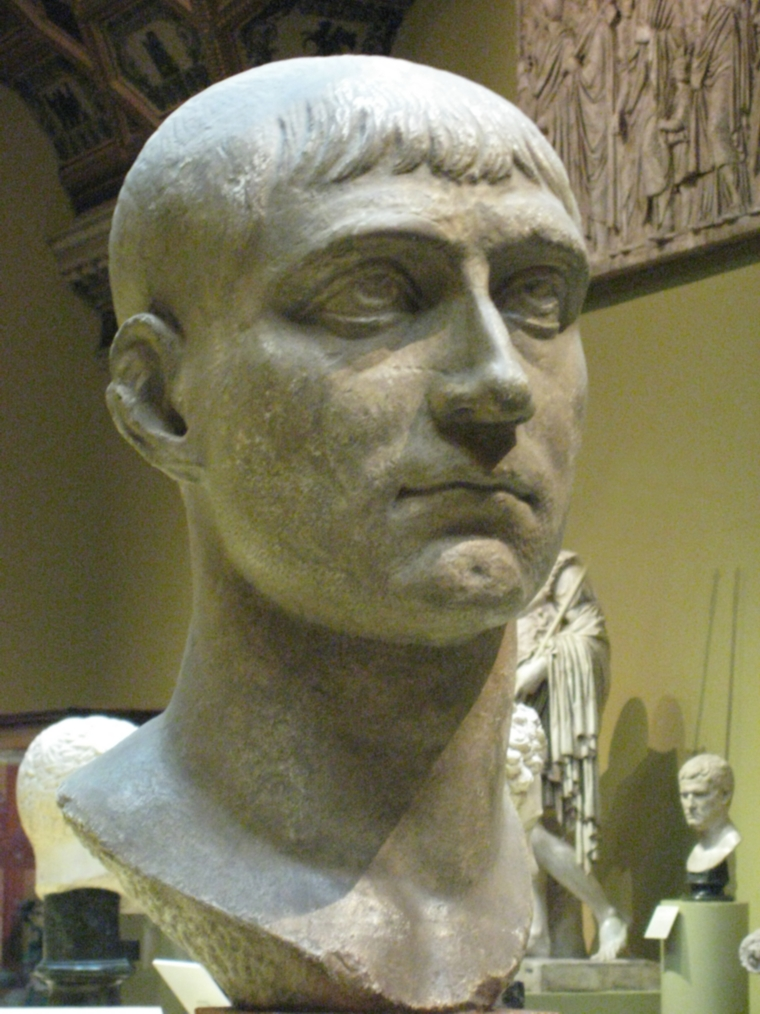
Büste des Marcus Aurelius Valerius Maxentius

Marcus Aurelius Valerius Maxentius (* um 278; † 28. Oktober 312) war als Usurpator römischer Kaiser.
Als Sohn des vormaligen westlichen Regenten, Maximian, ließ er sich am 28. Oktober 306 in Rom ebenso wie einige Monate zuvor Konstantin I. auf irreguläre Weise zum Augustus ausrufen und herrschte bis zum 28. Oktober 312 über Italien und Nordafrika, zeitweise auch über Spanien. Vom ranghöchsten Augustus Galerius wurde er jedoch im Unterschied zu Konstantin nicht als Kaiser anerkannt und musste daher während seiner gesamten Herrschaft einen permanenten Bürgerkrieg führen. Zugleich kümmerte er sich intensiv um Italien, seine wichtigste Machtbasis, und ließ in seiner Residenzstadt Rom monumentale Bauten errichten. Obwohl Konstantin I. mit seiner jüngeren Schwester Fausta verheiratet war, starb Maxentius in der Schlacht an der Milvischen Brücke im Kampf gegen die Armee seines Schwagers.

## Leben

### Aufstieg

Karte der römischen Präfekturen zur Zeit der römischen Tetrarchie von 293 bis 306, in dem Jahr, in dem es zur Auflösung der römischen Tetrarchie kam.

Maxentius wurde um 278 geboren, das genaue Jahr ist unbekannt. Er war der Sohn des aus Niederpannonien stammenden späteren Kaisers Maximian und seiner aus Syrien stammenden Frau Eutropia.
Maximian wurde 285 von Diokletian zum Mitkaiser erhoben und mit der Verwaltung und Sicherung der Westhälfte des Römischen Reiches beauftragt. Constantius I. und Galerius vervollständigten ab 293 als „Juniorkaiser“ (Caesares) Diokletians System einer Herrschaft von insgesamt vier Kaisern, die sogenannte Tetrarchie.
Ob Maxentius zu dieser Zeit als Thronerbe angesehen wurde, ist unsicher. Dafür spricht, dass er in einer Lobrede aus dem Jahr 289 als Nachfolger angesprochen wurde und dass er früh (vermutlich um 293) Valeria Maximilla, die Tochter des Kaisers Galerius, heiratete und damit die verwandtschaftliche Verbindung zu den regierenden Mitkaisern weiter gestärkt wurde. Dagegen spricht hingegen, dass wir von keinen höheren zivilen oder militärischen Ämtern wissen, die Maxentius innegehabt hätte, und dass Diokletian offenbar schon frühzeitig die dynastische Erbfolge in der Tetrarchie prinzipiell ablehnte. Mit Valeria Maximilla hatte Maxentius zwei Söhne, Valerius Romulus (etwa 293–309) und einen jüngeren mit heute unbekanntem Namen.
Im Jahr 305 dankte Diokletian ab und zwang Maximian ebenfalls zu diesem Schritt. Die bisherigen Juniorkaiser Constantius und Galerius stiegen gleichzeitig zu „Oberkaisern“ (Augusti) auf. Obwohl mit Maxentius und Konstantin, dem Sohn des Constantius, zwei erwachsene Söhne von Kaisern für die Regierungsgeschäfte zur Verfügung standen, wurden sie beide im Rahmen des tetrarchischen Systems (das, wie gesagt, keine dynastische Erbfolge vorsah) übergangen und stattdessen Severus und Maximinus Daia zu Caesares ernannt. Der Christ und Geschichtsschreiber Lactantius (de mortibus pers. 18) führte diese Wahl darauf zurück, dass Galerius den Maxentius gehasst habe und Kandidaten vorzog, die er besser beeinflussen konnte; allerdings sind Lactantius’ Äußerungen in dieser Hinsicht wenig zuverlässig, da er gerade Galerius verabscheute. Plausibler wäre, dass Diokletian, wie schon erwähnt, eine direkte Erbfolge nicht zulassen wollte, da er ehrgeizigen Männern einen gewaltlosen Weg zum Kaisertum ermöglichen wollte.
Als Constantius schon 306 starb, erhob das Heer in Britannien jedoch dessen Sohn Konstantin am 25. Juli eigenmächtig zum neuen Kaiser. Galerius entschied sich gegen den Bürgerkrieg, sondern bestätigte ihn kurz darauf als Caesar über Britannien, Gallien und Hispanien. Das bildete den Präzedenzfall für Maxentius’ Erhebung, die wenige Monate später erfolgte.

### Die Erhebung zum Kaiser

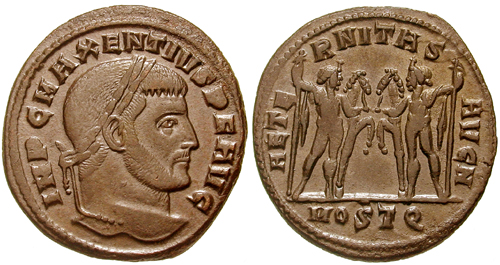
Follis des Maxentius

Bereits seit der so genannten Reichskrise des 3. Jahrhunderts hatte die Stadt Rom schon viel von ihrer früheren Bedeutung als Kaiserresidenz eingebüßt, diese Tendenz hatte sich auch unter der Tetrarchie fortgesetzt. Nominell war sie immer noch das Zentrum des Reiches und Sitz des Senats, doch als ständige Residenz dienten den Kaisern günstiger zu den Grenzen gelegene Städte wie Trier, Mailand, Thessaloniki, Nikomedia oder Antiochia. Rom selbst besuchten sie nur noch selten.
Nachdem Diokletian schon vorher die in Rom stationierte Kaisergarde, die Prätorianer, stark reduziert hatte, erreichte 306 die Nachricht Rom, dass die Prätorianer nun vollends abgezogen und außerdem auch Rom der überall im Reich erhobenen Kopfsteuer unterworfen und damit den anderen Städten des Reiches gleichgestellt werden sollte. Daraufhin kam es zu Unruhen in der Bevölkerung und unter den dort verbliebenen Truppen. Einige Offiziere wandten sich an Maxentius, der zu dieser Zeit auf einem Landgut in der Nähe Roms lebte, und boten ihm das Kaisertum an. Offensichtlich rechnete man damit, dass Galerius, nachdem er Konstantin im Amt bestätigt hatte, auch dem Kaisersohn Maxentius die Anerkennung nicht verweigern könnte. Maxentius akzeptierte, versprach den Truppen in der Stadt die Auszahlung von Donativen (Geldgeschenken) und wurde dafür am 28. Oktober 306 offiziell zum Augustus im Westen ausgerufen.

“Da zog er (Maxentius) als Helfer bei seinem Unternehmen den Lucianus hinzu, den Verantwortlichen für die Versorgung mit dem Schweinefleisch, mit dem die öffentliche Kasse das Volk von Rom versorgte, sowie die Tribunen Marcellianus und Marcellus und die Soldaten am Hof, die man die Prätorianer nannte. Von letzteren wurde er auf den Kaiserthron erhoben, wobei er versprach, dass er es diesen, die dies für ihn taten, mit reichen Gaben vergelten werde”

Die Usurpation verlief offenbar ohne größeres Blutvergießen (Zosimos nennt nur ein einziges Opfer). Der Stadtpräfekt lief zu Maxentius über und behielt sein Amt. Vermutlich wandten sich die Verschwörer auch an Maximian, der sich auf einen Ruhesitz in Lukanien zurückgezogen hatte, um ihn davon zu überzeugen, als Kaiser wieder in die aktive Politik zurückzukehren. Maximian lehnte aber vorerst ab.

### Regierungsjahre

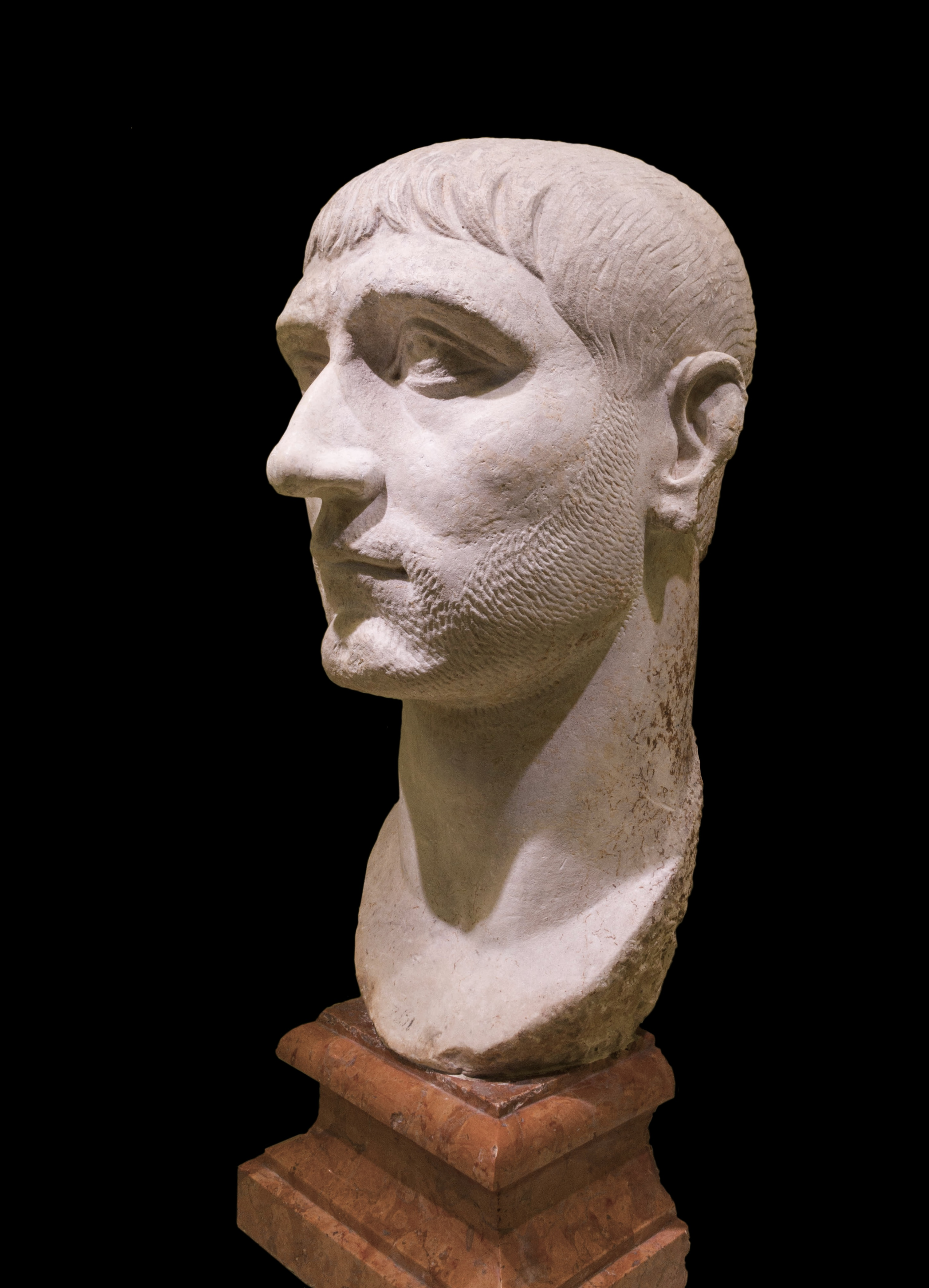
Maxentius, Skulpturensammlung, Dresden

Maxentius wurde in Mittel- und Süditalien, in den afrikanischen Provinzen und auf den Inseln Sizilien, Sardinien und Korsika anerkannt. Norditalien blieb dagegen zunächst unter der Herrschaft des Augustus Severus, der zu der Zeit in Mailand residierte. Zunächst vermied es Maxentius, sich den Kaisertitel Augustus zuzulegen, und nannte sich princeps invictus, „unbesiegter Herrscher“, offenbar in der Hoffnung, Galerius werde ihn ebenso wie vorher Konstantin anerkennen (in Africa ließ sich Maxentius gleich diesem auf Münzen als Caesar titulieren). Galerius lehnte das jedoch ab: Er wollte vermeiden, dass den Thronerhebungen des Konstantin und des Maxentius noch weitere Usurpationen folgten. Konstantin kontrollierte unangefochten die Gebiete seines Vaters und damit auch die Rheinarmee, eine der großen Heeresgruppen des Reiches, und Galerius konnte in seinem Fall vorgeben, dass es sich um die normale Nachfolgeregelung der Tetrarchie handelte: Der Augustus („Oberkaiser“) Constantius starb, der bisherige Caesar („Unterkaiser“) Severus rückte nach, und Konstantin wurde neuer Caesar. Bei Maxentius war beides nicht gegeben: Es gab keinen verstorbenen Kaiser, den er ersetzen könnte, er wäre also der fünfte, und er verfügte nur über wenig militärische Macht. Es schien also, als könne man Maxentius’ Usurpation relativ leicht unterdrücken. Im Frühjahr 307 marschierte daher der Augustus Severus mit einer Armee auf Rom zu.
Der größte Teil dieser Armee bestand aber aus Soldaten, die vorher jahrelang unter Maxentius’ Vater Maximian gedient hatten. Dieser war inzwischen von Maxentius überredet worden, wieder den kaiserlichen Purpur anzulegen; vermutlich war Maximian aber insgeheim ohnehin unzufrieden mit seinem erzwungenen Rücktritt gewesen, wenigstens legen dies seine späteren Handlungen nahe. Als Severus Rom erreichte, lief ein großer Teil seiner Truppen zu Maximian, der die Soldaten an seine Vergangenheit als erfolgreicher Feldherr erinnerte, und Maxentius über, der mit großen Geldsummen nachhalf. Severus zog sich mit dem Rest seiner Armee nach Ravenna zurück, wo er sich kurz darauf dem Maximian ergab. Maxentius nahm nun auch Norditalien bis zu den Alpen und im Osten bis zur Halbinsel Istrien in Besitz und bezeichnete sich jetzt auch als Augustus, da eine Versöhnung mit Galerius offensichtlich nicht mehr möglich war.
Schon im Sommer 307 versuchte Galerius persönlich, die Usurpation zu unterdrücken, und kam ebenfalls mit einer Armee nach Italien. Maxentius verschanzte sich in Rom, zu dessen Belagerung Galerius nicht die Mittel hatte und der zudem nicht auf seine Truppen bauen konnte. Während der Verhandlungen wiederholte Maxentius, was ihm bereits bei Severus’ Armee gelungen war: Mit hohen Bestechungsgeldern und der Autorität des Altkaisers Maximian im Rücken bewegte er viele Soldaten des Galerius, zu ihm überzulaufen. Galerius musste sich daraufhin zurückziehen. Wohl im Zusammenhang mit der Invasion des Galerius wurde Severus von Maxentius getötet, auch wenn die Umstände seines Todes nicht völlig gesichert sind. Danach war Maxentius’ Herrschaft über Italien und Africa fest etabliert.
Noch 307 bemühte sich Maxentius um gute Beziehungen zu Konstantin, wohl auch, um von ihm Unterstützung im Kampf gegen Galerius zu erhalten. Dazu reiste Maximian im Sommer nach Gallien, um Konstantin mit seiner Tochter Fausta, der Schwester des Maxentius, zu verheiraten. Trotz (oder wegen) der auf diese Weise hergestellten verwandtschaftlichen Beziehungen blieb Konstantin im Konflikt zwischen Galerius und Maxentius neutral.
Nach der Rückkehr Maximians aus Gallien kam es im April 308 zum Bruch zwischen Vater und Sohn; allerdings war Maxentius bereits in der Hochzeitsrede nicht erwähnt worden. Auf einer Heeresversammlung in Rom versuchte Maximian, seinen Sohn abzusetzen, wobei er ihm den Purpurmantel entriss. Die anwesenden Soldaten stellten sich jedoch auf Maxentius’ Seite, so dass Maximian Italien verlassen musste. Er floh zu seinem Schwiegersohn Konstantin nach Gallien.
Auf der Kaiserkonferenz von Carnuntum im Herbst desselben Jahres, an der auch Diokletian teilnahm, wurde dem abwesenden Maxentius erneut die Anerkennung als legitimer Kaiser verweigert. Anstelle des Severus wurde Licinius zum Augustus ernannt, mit der Aufgabe, gegen Maxentius vorzugehen.
Ende 308 rebellierten die Truppen der afrikanischen Provinzen und erhoben Domitius Alexander in Karthago zum Kaiser. Der Verlust Nordafrikas brachte Maxentius in eine schwierige Lage, da seine Hauptstadt Rom von den Getreidelieferungen aus diesen Provinzen abhängig war. Dennoch gelang es Maxentius erst 310, ein Heer unter dem Kommando seines Prätorianerpräfekten Rufius Volusianus zu entsenden, das Domitius Alexander besiegte und den Aufstand niederschlug; die abtrünnigen Provinzen wurden hart bestraft. Im Gegenzug verlor Maxentius im selben Jahr Istrien an Licinius, der den Feldzug jedoch nicht fortsetzen konnte, da er die Verteidigung der Donaugrenze vom todkranken Galerius übernehmen musste. Hispanien ging an Konstantin verloren, wie Münzfunde aus der ersten Jahreshälfte 310 beweisen.
Maxentius’ Sohn Valerius Romulus, den er als Nachfolger vorgesehen hatte, starb 309 im Alter von ungefähr 14 Jahren. Maxentius ließ ihn zum Gott (divus) erheben und in einem Mausoleum auf dem Gelände der Maxentiusvilla an der Via Appia bestatten.
Nach Maximians erneutem Versuch, die Kaiserwürde zurückzuerlangen, wofür er gegen Konstantin intrigiert hatte, und seinem darauffolgenden Tod 310 verschlechterten sich Maxentius’ Beziehungen zu Konstantin schnell. Dieser war nach dem Tod des Galerius 311 ein Bündnis mit Licinius eingegangen, und es schien nur eine Frage der Zeit zu sein, bis einer der beiden Kaiser erneut gegen Maxentius vorgehen würde. Dieser versuchte, sich dagegen mit einer Allianz mit dem zu diesem Zeitpunkt ranghöchsten Augustus Maximinus Daia abzusichern. Dies verschaffte dem bis dahin als Usurpator geächteten Maxentius zwar endlich die faktische Anerkennung innerhalb des tetrarchischen Systems als Mitkaiser im Westen, kam jedoch militärisch nicht mehr zum Tragen.

### Tod
Im Frühjahr 312 überschritt Konstantin mit einem Heer von etwa 40.000 Mann die Alpen; es war den Truppen des Maxentius zwar zahlenmäßig etwas unterlegen, im Gegenzug allerdings wesentlich kampferprobter. In mehreren Schlachten, vor allem bei Turin und Verona, besiegte Konstantin die in Norditalien stationierte Armee des Maxentius; bei Verona fiel auch der Prätorianerpräfekt des Maxentius, Ruricius Pompeianus. Ende Oktober erreichte Konstantins Heer die Umgebung von Rom. Man konnte erwarten, dass Maxentius sich in Rom verschanzen und die Belagerung aussitzen würde, die für den Angreifer bedeutend aufwendiger und verlustreicher würde; er war damit sowohl gegen Severus als auch gegen Galerius erfolgreich gewesen. Überraschend, vielleicht aufgrund des Drucks durch die stadtrömische Bevölkerung, die keine lange Belagerung ertragen wollte, entschied er sich jedoch dafür, Konstantin an der Milvischen Brücke am 28. Oktober 312 in einer offenen Schlacht (Schlacht an der Milvischen Brücke) entgegenzutreten. Die antiken Quellen führen diesen Entschluss im Allgemeinen auf Vorzeichen, Maxentius’ Aberglauben oder göttliche Vorsehung zurück. Eine große Rolle dürfte der Umstand gespielt haben, dass der Tag der Schlacht auch sein dies imperii, der glückverheißende Tag des Regierungsantritts, war: Am 28. Oktober 306 war er zum Kaiser ausgerufen worden.
Die Schlacht fand im Norden der Stadt, einige Kilometer vor den Mauern und am jenseitigen Tiberufer entlang der Via Flaminia statt. Möglicherweise wollte Maxentius die feindliche Armee in einer Kesselschlacht vernichten; doch wenn dies der Plan war, scheiterte er, da die Angreifer seine Linien durchbrechen konnten. Lactantius zufolge kämpfte Konstantin unter dem Zeichen des christlichen Kreuzes, das ihm vorher in einem Traum erschienen war. Er besiegte Maxentius’ Truppen, die sich in Richtung der Stadt zurückzogen. Beim Versuch, den Tiber zu überqueren, stürzte Maxentius in den Fluss und ertrank. Sein Körper wurde aufgefunden und der Kopf am nächsten Tag bei Konstantins Einzug in Rom als Beweis seines Todes mitgeführt. Die Prätorianergarde, die Maxentius bis zuletzt die Treue gehalten hatte, wurde aufgelöst.

### Insignien
Im Jahr 2005 wurden bei Ausgrabungen am Palatin die Herrschaftsinsignien des Maxentius entdeckt, die offenbar fast 1700 Jahre zuvor vergraben worden waren. Ein Zusammenhang mit dem Schlachtentod des Kaisers ist sehr wahrscheinlich; offenbar sollten seine Herrschaftsabzeichen vor den Siegern versteckt werden. Obwohl die Abzeichen römischer Herrscher aus schriftlichen und bildlichen Quellen gut bekannt sind, handelt es sich hier um den bislang einzigen Fall, in dem nunmehr tatsächlich die Originale vorliegen.

## Innenpolitik

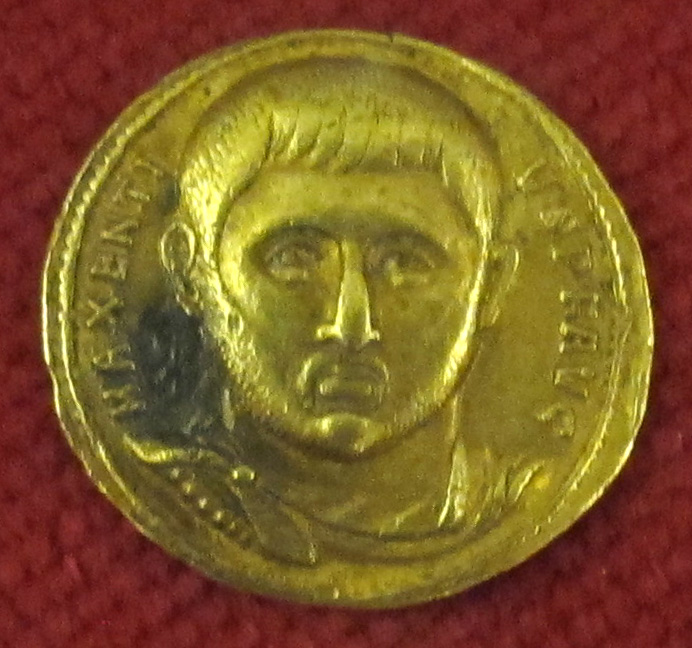
Münzporträt des Maxentius, eine auf antiken Münzen seltene, erst in der Spätantike häufigere Darstellung in Frontalansicht

Über die inneren Verhältnisse der Herrschaft des Maxentius ist man nur schlecht informiert, da keine Quelle ausführlich darüber berichtet und die meisten stark von der späteren Propaganda des Siegers Konstantin beeinflusst sind.
Maxentius’ Stellung beruhte einerseits auf dem Nimbus der Stadt Rom, die immer noch als eigentliche Hauptstadt des Reiches anerkannt war und als deren conservator („Erhalter“) er sich präsentierte; zum anderen, wie bei jedem Kaiser, auf der Armee; und schließlich zu Beginn seiner Herrschaft auf der Autorität seines Vaters Maximian, also auf dem dynastischen Prinzip.
Anfangs verfügte er nur über wenige Truppen, vor allem die in Rom stationierten Kaisergarden (Prätorianer) und Stadtmilizen. Nach den Feldzügen des Severus und Galerius hatte sich seine Armee durch Überläufer aber recht stark vergrößert, und schließlich zog er auch nach der Rückeroberung Nordafrikas Truppen von dort ab, um Italien zu schützen. Im Vergleich zu seinen Rivalen war Maxentius’ militärische Macht allerdings nie besonders groß. Grund dafür war, dass er keinen Zugriff auf einen der drei großen Aufstellungsräume des römischen Heeres an Rhein, unterer Donau und Euphrat hatte, sondern über ein Gebiet herrschte, das traditionell nur über eine geringe Truppenkonzentration verfügte und auch keinen der wichtigen Rekrutierungsräume beinhaltete.
Ein Anlass für Maxentius’ Erhebung zum Kaiser war die geplante Besteuerung Roms gewesen; dementsprechend blieb die Bevölkerung der Hauptstadt wohl weiterhin privilegiert. Dennoch benötigte Maxentius große Summen an Geld, um die großzügigen Spenden an die Soldaten (besonders die Bestechungen der Truppen des Severus und Galerius), seine Repräsentation, das umfangreiche Bauprogramm in Rom und schließlich die allgemeine Verteidigung seines Herrschaftsgebiets zu finanzieren. Dabei scheint insbesondere das anfänglich gute Verhältnis zum Senat durch „freiwillige“ Abgaben dieses Standes belastet worden zu sein. Eine ganze Reihe prominenter Senatoren, darunter der erwähnte Prätorianerpräfekt Volusianus, setzten jedenfalls nach Maxentius’ Tod ihre Karriere unter Konstantin ungehindert fort, was verschiedentlich als Hinweis interpretiert wurde, dass Teile des Senats Konstantin unterstützten. Ebenfalls der Geldbeschaffung diente die Prägung zahlreicher, vom Metallgehalt her minderwertiger Münzen, womit der Kaiser schon im Krisenjahr 307 begann. Durch den Verlust Afrikas und die damit verbundenen Einschränkungen bei der Getreideversorgung kam es zu einer Hungersnot in Rom, und Unruhen in der Stadt sollen (allerdings nach Aussage der maxentiusfeindlichen Quellen) 6.000 Opfer gefordert haben; beides hat sicher nicht zur Popularität des Maxentius beigetragen.

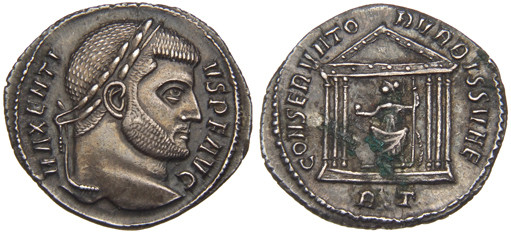
Silbermünze (Argenteus) des Maxentius von etwa 307–310 n. Chr. mit dem Kopf des Kaisers auf der Vorderseite und einer vereinfachten Darstellung des restaurierten Roma-Tempels auf der Rückseite

Umfangreich, besonders im Hinblick auf die kurze Regierungszeit, war das Bauprogramm des Maxentius. In Rom restaurierte er den Tempel der Venus und der Roma gegenüber dem Kolosseum, errichtete den Komplex der Maxentiusvilla an der Via Appia mit Zirkus und Mausoleum und begann den Bau der Maxentiusbasilika am Forum Romanum, die dann von Konstantin fertiggestellt wurde. Außerhalb der Hauptstadt ist insbesondere ein ausgedehntes Straßenbauprogramm in Italien zu nennen.

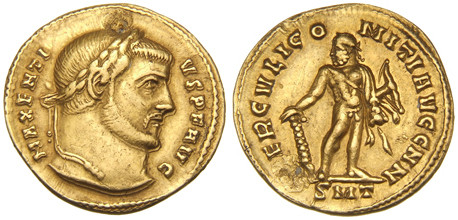
Goldmünze (Aureus) des Maxentius von etwa 307/308 n. Chr. mit dem Kopf des Kaisers auf der Vorderseite und dem Gott Herkules auf der Rückseite

In seiner Religionspolitik zeigte sich Maxentius als Verehrer der traditionellen Götter, die an die alte Größe Roms erinnerten; besonders prominent sind Herkules und Mars, die Schutzgötter seines Vaters. Gegenüber dem Christentum zeigte er sich dennoch tolerant und beendete in seinem Reichsteil jede Verfolgung. Während seiner Regierungszeit kam es als Nachwirkung der diokletianischen Verfolgung zu teilweise blutigen Auseinandersetzungen innerhalb der christlichen Gemeinde, so dass Maxentius 309 gezwungen war, mit Marcellus I. und Eusebius nacheinander zwei römische Bischöfe der Stadt zu verweisen. Die eigentliche Religionsausübung behinderte er jedoch nicht, gab im Gegenteil der Kirche sogar Teile des enteigneten Besitzes zurück und erlaubte wieder Bischofswahlen. Die Vorwürfe der feindseligen Überlieferung (vor allem Eusebius von Caesarea), Maxentius sei ein brutaler Christenverfolger gewesen, sind nachweislich falsch und sollten dazu dienen, das Vorgehen des späteren Siegers Konstantin zu rechtfertigen.

## Nachwirkung
Nach dem Sieg Konstantins wurde Maxentius konsequent verteufelt und als grausamer, blutdürstiger und unfähiger Tyrann dargestellt. Dieser Einfluss der offiziellen Propaganda führte auch dazu, dass er von der späteren christlichen Tradition unter die Verfolger gerechnet wurde, obwohl zeitgenössische Quellen wie Lactantius nichts darüber berichten. Diese Diffamierung hinterließ ihre Spuren in allen erhaltenen Quellen, christlichen wie heidnischen, und bestimmte das Bild des Maxentius bis ins 20. Jahrhundert hinein. Erst ein umfassenderer Gebrauch nicht-literarischer Quellen wie Münzen und Inschriften und ein kritischerer Umgang mit den schriftlichen Nachrichten über Maxentius’ Regierung haben zu einer Revision der Einschätzung dieses Kaisers geführt.